# Jesús Martínez Álvarez
Jesús Martínez Álvarez (* 1942 in Los Sauces, Guanajuato) ist ein mexikanischer Grafiker und Maler.

## Biografie
Er erlernte die Kunst der Malerei und das Zeichnen am regionalen „Francisco Eduardo Tresguerras“-Zentrum von Celaya. 1971 wurde er an der aus der Academia de San Carlos hervorgegangenen Escuela Nacional de Artes Plásticas (ENAP) als Lehrmeister aufgenommen. Er gründete auch die Lehrwerkstatt für Bildhauerei der Universidad Autónoma de Puebla. Für seine Grafiken, Gemälde und Bühnenmalereien wurde er mehrfach regional und national ausgezeichnet.
Martínez ist seit 1991 Mitglied der Academia de Artes.